# Joost van Trappen Banckert
Joost (of Joos) van Trappen Banckert (Vlissingen, circa 1597 of 1599 - op zee, 12 september 1647) was een Nederlands admiraal uit de 17e eeuw.

## Marine en WIC
Zijn vader was marinekapitein. Joost of Joos kwam in zeedienst van de Admiraliteit van Zeeland. Hij vocht tegen de Duinkerker kapers en werd in 1624 benoemd tot buitengewoon kapitein. Hij sloeg een keer een aanval van dertien Duinkerkers op zijn schip af waarbij hij drie vijanden tot zinken bracht.
Datzelfde jaar verliet hij de marine en ging werken bij de West-Indische Compagnie tot 1636. Hij deed mee met de expeditievloot die Piet Hein bij Bahia te hulp moest komen (1624). Hij onderscheidde zich toen hij als commandeur van drie schepen bij Hispaniola door vier Spaanse galjoenen werd aangevallen en twee schepen tot zinken bracht en een derde prijsnam. Hij was als viceadmiraal op de Neptunus aanwezig bij de verovering van de Zilvervloot tijdens de Slag in de Baai van Matanzas in 1628. Banckert kreeg als beloning zeventien maal zijn maandgage van negentig gulden extra. Tussen 1630 en 1635 was hij actief in tochten tegen de Portugezen in Brazilië. Hij kreeg de bijnamen "Gesel der Maranen" (toen een antisemitisch scheldwoord voor Spanjaarden in het algemeen) en "Schrik der Portugezen". Banckert had de reputatie een echte ijzervreter te zijn en was van een indrukwekkend postuur.
Na 1636 ging hij weer bij de marine werken; op 18 februari dwong hij samen met Johan Evertsen de Duinkerker kaper Jacob Colaert tot overgave; hij werd daarvoor beloond met een ereketen en een functie als commandeur en werd benoemd tot schout-bij-nacht (dus een lagere rang dan hij bij de WIC bezeten had) op 3 mei 1637. Van 1 oktober 1637 tot 11 januari 1638 was hij waarnemend viceadmiraal. In 1639 deed hij mee aan de Slag bij Duins; hij kwam in de aanloop tot die slag op 28 september Maarten Tromp te hulp met twaalf schepen toen die, overigens zeer succesvol, tegen een enorme Spaanse overmacht streed.
In 1645 trad hij weer in dienst bij de WIC. Hij kreeg opnieuw de marinerang van waarnemend viceadmiraal op 10 december 1646, commandant van een vloot van 52 schepen. De WIC was in Nederlands-Brazilië aan de verliezende hand en Banckert probeerde het tij te keren met een meedogenloos en wreed optreden. Indianenstammen die de kant van de vijand kozen, werden uitgemoord en hij nagelde eens om de vijand te intimideren 250 gevangenen levend aan de wanden van zijn schip. In 1647 stierf hij op de terugweg van Brazilië. Vlak voor zijn dood verzuchtte hij dat hij geen berouw genoeg kon vinden voor de grootte van zijn zonden. Zijn zoons Joost en Jan voorkwamen dat hun vader een zeemansgraf kreeg en lieten het lijk in zeildoek wikkelen en in een kist leggen die volledig geteerd werd; zo werd Joost, ondanks de tijdens de loop van de reis steeds indringender protesten van de bemanning, toch in Vlissingen begraven.

## Familie
Joost van Trappen Banckert was getrouwd met Adriana Janssen en woonde in Vlissingen. Hij kreeg minstens drie zonen. De oudste bekende was Joost Banckert de Jonge die in 1653 als kapitein sneuvelde in de Driedaagse Zeeslag tegen de Engelsen. De middelste was de latere beroemde luitenant-admiraal Adriaen Banckert, de jongste kapitein Jan Banckert die in 1665 op de Delft sneuvelde in de Slag bij Lowestoft. In sommige boeken wordt hij weleens met zijn tweede zoon verwisseld. Hij, niet zijn tweede zoon, is de "Bankert" uit het Zeeuws volkslied. Om een onderscheid met zijn veel minder bekende eerste zoon te maken, werd hij veel later door geschiedschrijvers wel "Joost Banckert de Oude" genoemd. Zijn meer oorspronkelijke familienaam was Van Trappen; hij was "gezeid" ofwel "meergenaamd" Banckert. Die laatste naam werd ook wel als "Bankert" gespeld; ook de vorm "Banckers" kwam voor en die wordt in Engelstalige literatuur nog wel gebruikt. De gemeente Amsterdam gebruikte de variant Joos Banckers voor de vernoeming van een straat en plantsoen. 